# Battuti di Forlì
Battuti è il nome che assumono a Forlì, a partire dal XIII secolo, gli aderenti ad alcune confraternite laiche dedite ad attività caritative e sociali di vario genere. Erano dotate di un proprio statuto ed amministrate da un priore eletto a scrutinio segreto, da tutti gli associati. Erano assistite, per i bisogni spirituali, da un sacerdote.
Il nome sembra derivare dalla penitenza della flagellazione, ma tale usanza, se mai fu praticata, andò ben presto in desuetudine, lasciando così alla parola il senso morale di afflitti. Anche per questo, i battuti si distinguono dai flagellanti di Raniero Fasani: del resto, a Forlì sono già attivi nel 1252, cioè prima dell'inizio del movimento dello stesso Fasani.
In città, si potevano contare sei diverse confraternite di battuti, con differenti vocazioni caritative, ciascuna con un proprio ospedale ed una propria chiesa: Bianchi, Bigi, Celestini (o Turchini), Neri, Rossi, Verdi.
Nel 1541, per disposizione della magistratura cittadina dei XC Pacifici, le confraternite dei Battuti concentrarono attività e risorse in un unico centro, l'Ospedale della Casa di Dio, per la prosecuzione dell'assistenza ai bisognosi. 

## Battuti Bianchi
I Battuti Bianchi si distinguevano per la vocazione all'assistenza dei fanciulli abbandonati. Avevano la sede presso l'Oratorio di San Sebastiano, che, tra il 1494 e il 1502, fecero ricostruire in stile rinascimentale da Pace di Maso del Bombace.
Ai Battuti Bianchi era inoltre riconosciuto il diritto, in occasione della solennità di Tutti i Santi, di ottenere la liberazione di un prigioniero.

## Battuti Bigi
I Battuti Bigi prestavano assistenza a poveri e pellegrini. Avevano sede nella Chiesa di San Pietro delle povere, o delle mendicanti. San Pietro, infatti, era il patrono della Congregazione: la chiesa sorgeva nell'attuale via Francesco Nullo, nell'area dell'orfanotrofio femminile; si trasferì poi nell'attuale via Carlo Pisacane. Ai Battuti Bigi appartenne anche il pittore e storico Giovanni di Mastro Pedrino: del resto, anche la sua famiglia sembra molto legata a questa confraternita.

## Battuti Celestini o Turchini
I Battuti Celestini, o Battuti Turchini erano impegnati a procurare la dote per le fanciulle povere. A questa confraternita appartennero i pittori Sebastiano Menzocchi e Francesco Menzocchi. Avevano sede presso la scomparsa Chiesa di sant'Antonio, patrono della Compagnia, che sorgeva dove ora si trova la Chiesa di San Francesco. Poi si spostarono nella non lontana Chiesa di San Bernardo, nei pressi della Chiesa della Santissima Trinità, l'antica Cattedrale.

## Battuti Neri
I Battuti Neri, probabilmente la Compagnia più antica, detta anche Confraternita "della Morte", erano specialmente vocati a dare pietosa sepoltura a coloro a cui la famiglia non potesse provvedere: condannati a morte, stranieri, sconosciuti... Ai Battuti Neri toccò occuparsi di un cadavere eccellente, quando dovettero salvare dalla furia popolare il corpo di Girolamo Riario. Avevano sede nella piazza adiacente al Duomo di Forlì, nell'area dove sorge oggi la Chiesa del Corpus Domini. Il simbolo del Corpus Domini, infatti, è presente nello stendardo dei Battuti Neri.

## Battuti Rossi
I Battuti Rossi che avevano come patroni San Rocco e San Michele, si dedicavano all'assistenza ai poveri ed ai malati. Fino al 1517 ebbero sede in un ospedale vicino alla Chiesa di San Biagio, poi si trasferirono nella vicina Chiesa del Buon Pastore.

## Battuti Verdi
I Battuti Verdi, i cui patroni erano San Giacomo e San Cristoforo, assistevano pellegrini e viandanti. Avevano sede nei pressi della scomparsa Chiesa di Santa Maria della Neve.